# Лисабонска стратегия
Лисабонската стратегия е реформаторска програма на Европейския съюз, приета на срещата на Европейския съвет в Лисабон през 2000 г.
Стратегията предвижда ЕС да се превърне в най-динамичната и конкурентоспособна икономика в света към 2010 г. Към началото на 2007 г. обаче повечето страни членки са далеч от постигането на заложените цели.
Стратегията, разработена след поредица от срещи на Европейския съвет, почива на 3 стълба.
- Икономически стълб, състоящ се в подготовка за преход към конкурентоспособна, динамична икономика, базирана на знанието. Поставя се акцент на нуждата от постоянно приспособяване към промените в информационното общество и нуждата от засилване на научноизследователската и развойна дейност.
- Социалният стълб на стратегията предвижда модернизацията на европейския социален модел, чрез инвестиране в човешките ресурси и противодействие на социалната изолация. От страните-членки се очаква да влагат средства в образованието и обучението, да провеждат активна политика на заетост, да улесняват прехода към икономика на знанието.
- Екологичният стълб, добавен впоследствие на срещата на Европейския съвет в Гьотеборг през юни 2001, обръща внимание на факта, че икономическият растеж трябва да бъде достигнат по независим от оползотворяването на природните ресурси начин.

За да се постигнат целите, поставени през 2000 г., е планиран списък от резултати, които трябва да бъдат осъществени. Като се има предвид, че въпросните политики попадат почти без изключение в сферата на компетенциите на страните-членки, за изпълнението на целите е разработен отворен метод на координация (open method of coordination, OMC), налагащ разработката на национални планове за действие (action plans). Освен общите насоки за икономическа политика, Лисабонската стратегия придвижда приспособяването и засилването на съществуващите механизми на координация:
- в областта на заетостта (Люксембург, 20-21 ноември 1997),
- във функционирането на пазарите (стоки, услуги и капитали) (Кардиф, 15-16 юни 1998),
- в макроикономическия диалог (Кьолн, 3-4 юни 1999).

Средносрочният преглед по изпълнението на стратегията, направен през 2005 г., под ръководството на бившия холандски премиер Вим Кок, отчете, че показателите използвани за отворения метод на координация са объркали целите на стратегията и че постигнатите резултати са неудовлетворителни.
С цел да се даде нов старт на Лисабонската стратегия, Комисията предлага опростен процес на координация в съчетание с консултации по мерките, които националните планове за действие предвиждат.
Ревизираната стратегия загърбва целите, поставени през 2000 г., като единствената непроменена цел остава заделянето на 3 % от БВП за научноизследователска и развойна дейност — цел, добавена на Европейския съвет в Барселона (2002 г.). След ревизията започва да тече три-годишен срок, в който насоките за растеж и заетост да бъдат интегрирани с макро- и микроикономическите политики.
Основна ценност в Лисабонската стратегия е не материално-производствената сфера, а информацията, знанието, образованието. В същото време знанието трябва да дава резултати в услуга на производителността.
План за действие „Е2005“ (Европа 2005) е план за развитие на информационното общество за всички граждани на ЕС, касаещ 5 области:
- динамична среда – развитие на електронната търговия;
- увеличаване на продуктивността на модерните онлайн обществени услуги;
- въвеждане и развитие на електронно правителство;
- стимулиране на електронното образование;
- въвеждане на електронно здравеопазване.

2010 – Европейско информационно общество за развитие на заетостта 2005-2010
Приоритети на i2010:
1. Въвеждане на правно-регулаторна рамка за бърз достъп, осигурени и достъпни комуникации в областта на радио-спектъра, аудио-визуални услуги, електронни съобщения, стратегия за информационно общество, ефективно управление на дигиталния достъп.
2. Създаване на модерна, пазарно ориентирана регулаторна рамка на дигиталната икономика.
3. Иновации, инвестиции в изследователската дейност.
4. Дигитално сближаване и коопериране с европейския частен сектор.
5. Приобщаващо европейско информационно общество, което означава открит достъп до информацията – всеки гражданин да има достъп до всички нива. Ново качество на живот със здравни и социални услуги.
6. Развитие и приобщаване към европейското информационно общество чрез ефективни и потребителско ориентирани обществени услуги.
На тази среща се решава какви цели трябва да изпълни България:
- създаване национална стратегия за развитие на информационното общество;
- усъвършенстване на държавната администрация и въвеждане на електронно правителство;
- изменения в информационно-нормативната уредба – (за България това означава създаване на информационно-нормативна уредба.)

## Изпълнение от България
По данни на Евростат, през 2009 държавните разходи за научни изследвания като дял от брутния вътрешен продукт в България са 0,3%, като почти половината (0,13% от общия БВП) са усвоени от БАН. Тези разходи са значително по-ниски от средното за Европейския съюз (1,8%). В допълнение, частното финансиране на научните изследвания е само 0,11% от БВП, докато в ЕС-27 средното ниво е 1,17%.  и което е още далеч от целите на Лисабонската стратегия, чиито стремежи са да превърне европейската икономика в „Икономика на знанието“, за което се предвижда средствата за наука да достигнат 3% по време на изпълнението на Седма рамкова програма (2007–2013).